# Ton Schroor
Ton Schroor (West-Terschelling, 6 april 1970) is een Nederlandse D66-politicus en bestuurder. Sinds 1 mei 2023 is hij directeur-bestuurder van woningcorporatie Wold & Waard. Van 1 januari 2019 tot 1 februari 2023 was hij directeur van VNO-NCW MKB Noord. Van 2010 tot en met 2018 was hij wethouder van Groningen.  

## Biografie

### Opleiding en loopbaan
Schroor ging naar het vwo in Harlingen. Na zijn dienstplicht ging hij sociale geografie studeren aan de Rijksuniversiteit Groningen.  Hij werkte onder meer bij ARCADIS, Oranjewoud in Heerenveen en Heijmans Vastgoed in Assen. Hij was van 1 januari 2019 tot 1 februari 2023 directeur van VNO-NCW MKB Noord. Sinds 1 mei 2023 is hij directeur-bestuurder van woningcorporatie Wold & Waard. Hij is lid van de raad van toezicht van Oerol.

### Politieke loopbaan
Sinds 2002 is Schroor lid van  D66. Hij was van 2006 tot 2009 lid van de commissie Economie & Mobiliteit in de Provinciale Staten van Groningen. Eind dat jaar werd hij lijsttrekker voor de gemeenteraadsverkiezingen in Groningen van 2010 en richtte hij zich volledig op de lokale politiek. Schroor was namens zijn partij onderhandelaar bij de collegevorming. Na de gemeenteraadsverkiezingen van 2010 werd Schroor benoemd tot wethouder van Personeel & Organisatie, Economische zaken & Innovatie, Cultuur, Internationale handelsbetrekkingen, Grote Markt Oostzijde/Forum en Arbeidsmarktbeleid. Na de val van dit college (D66, PvdA, SP, GL), in september 2012, trad hij een maand later opnieuw als wethouder toe tot het nieuw gevormde college van D66, PvdA, SP, CDA en VVD.
Schroor realiseerde de bouwstart van het Groninger Forum en de start van de vernieuwing van de Grote Markt Oostzijde, twee niet geheel onomstreden projecten in het hart van de stad Groningen. Onder het wethouderschap van Schroor kwam een nieuwe cultuurnota tot stand, waarmee Groningen, ondanks de forse rijksbezuinigingen op cultuur, de positie van tweede cultuurstad van Nederland (na Amsterdam) wist te behouden. In 2012 realiseerde Schroor een reddingsplan voor het Groninger Museum, waarmee een faillissement kon worden afgewend. Op 26 september 2012 verklaarde Schroor samen met zijn collega Jannie Visscher van de SP dat hij niet kon instemmen met een begroting waarin geld was gereserveerd voor de komst van een regiotram in de stad. Dat leidde dezelfde dag tot het opstappen van de drie andere wethouders in het college van B&W. Een maand later, op 26 oktober 2012, trad Schroor toe tot een nieuw college van B&W met de portefeuille Financiën, Personeel & Organisatie, Onderwijs, Arbeidsmarkt en Cultuurverandering.
In het college dat in mei 2014 aan de slag ging, kreeg Schroor de portefeuille Onderwijs, Zorg & Welzijn, Financiën, Publieke Dienstverlening en Wijkwethouder Groningen-Zuid. Vanaf 2014 was hij ook locoburgemeester. In het kader van de vernieuwing van het sociaal domein zorgde hij er voor dat binnen de gemeente Groningen 11 zogenaamde WIJ-teams aan de slag zijn gegaan. In deze teams werken professionals van verschillende maatschappelijke en zorgorganisaties samen met de gemeente. Inwoners kunnen bij het WIJ-team terecht voor al hun hulp en ondersteuningsvragen. Aan het einde van de collegeperiode maakte Schroor bekend dat hij niet beschikbaar was voor een nieuwe periode als wethouder.